# Diane Govaerts
Pour les articles homonymes, voir Govaerts.
Diane Govaerts, née en 1985, est la PDG de la société de transport belge Ziegler. Govaerts est une arrière-petite-fille d'Arthur Joseph Ziegler, fondateur de l'entreprise du même nom à Bruxelles en 1908,.

## Histoire
Elle est diplômée de la Solvay Business School en tant qu'ingénieur commercial. Ses études finies, elle travaille à la banque Degroof pendant sept ans de 2007 à 2014 avant de rejoindre l'entreprise familiale en 2015 où elle fait partie du conseil d'administration. En 2017, à l'âge de 32 ans, elle prend la direction de Ziegler,.  
En 2022, elle est nommée Manager francophone de l'année en Belgique par Trends-Tendances,,. Elle est la troisième femme manager de l'année en 38 ans.
Alain Ziegler, son oncle, dirige la branche immobilière du groupe et Olivia Govaerts-Ziegler, la mère de Diane, s'occupe de l'analyse du crédit des clients. 